# Henry Gleditsch

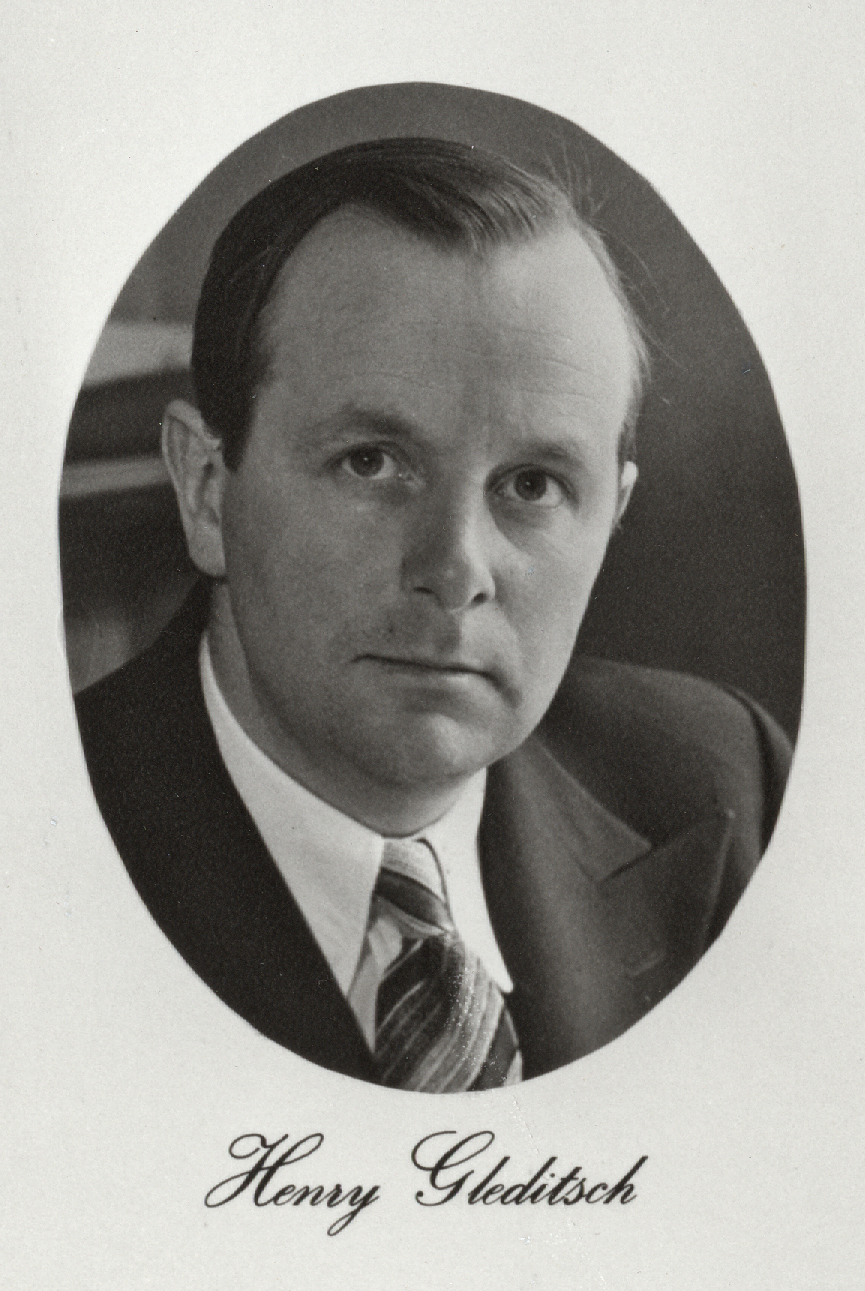
Henry Gleditsch

Henry Cochrane Williamson Gleditsch (* 9. November 1902 in Kristiania, heute Oslo; † 7. Oktober 1942 in Trondheim) war ein norwegischer Schauspieler, Regisseur und Theaterintendant. Er leitete ab 1937 das Trøndelag Teater in Trondheim, von wo aus er sich ab 1940 den deutschen Besatzern widersetzte. Er wurde während des in der Region um Trondheim ausgerufenen Ausnahmezustands am 7. Oktober 1942 hingerichtet.

## Leben

### Jugend und Familie
Gleditsch kam als Sohn von Theodor Immanuel Gleditsch (1868–1942) und Henrietta Jane Cochrane Williamson (1868–1943) in einer gut situierten Familie in Kristiania zur Welt. Sein Vater unterrichtete an der Kathedralschule der Stadt. Der Bischof Jens Gran Gleditsch war sein Onkel, die Chemikerin Ellen Gleditsch seine ältere Cousine. Gleditsch wuchs in Kristiania auf und besuchte mehrere Gymnasien, bevor er die Schule abschloss. Während seiner Schulzeit begann er mit dem Theaterspiel. Er studierte danach Volkswirtschaftslehre, schlug aber keine akademische Laufbahn ein.
Henry Gleditsch war ab 1932 mit der Schauspielerin Synnøve Gleditsch (1908–1980) verheiratet. Der Komponist Alfred Janson war einer seiner Neffen.

### Beginn der Schauspiel- und Theaterkarriere
Sein Debüt als Theaterschauspieler gab Gleditsch im April 1923 an der Trondhjem Nationale Scene. Er erhielt positive Kritiken und wurde für ein Jahr als Eleve am Theater aufgenommen. Er übernahm zunächst häufig Rollen als gut aussehender junger Mann. In der Spielsaison 1924/25 spielte er am Stavanger Theater und anschließend am Casino in Oslo. Von 1927 bis 1931 war er fest am Centralteatret engagiert. Dort spielte er in 27 Stücken, unter anderem die Rollen des Marchbanks in Candida von George Bernard Shaw und des Borgheim in Klein Eyolf. Anschließend hatte Gleditsch bis 1932 ein festes Engagement am Theater Den Nationale Scene (DNS) in Bergen. In Bergen übernahm er unter anderem die Rolle des Danilo in Die lustige Witwe. Während seiner Zeit am DNS schrieb Gleditsch mit Brødrene ein eigenes Theaterstück, das 1932 uraufgeführt wurde.
Im Anschluss an seine Zeit in Bergen spielte er bis 1933 unter Einar Sissener an einer Nebenbühne des Chat Noir in Oslo. Im Herbst 1934 gründete er das Søilen Teater, das aber nach nur einer Spielzeit unter seiner Leitung wieder schließen musste. Danach führte er ein Jahr lang ein eigenes Tourneetheater. Neben seiner Tätigkeit am Theater spielte Gleditsch auch in Filmen mit.

### Theaterintendant und Widerstandsarbeit
Auf seinen Tourneen kam Gleditsch auch nach Trondheim, wo es zu dieser Zeit kein festes Theaterensemble mehr gab. Er setzte sich dafür ein, erneut ein funktionierendes Theater in der Stadt aufzubauen. Im Oktober 1937 öffnete das Trøndelag Teater. Gleditsch galt zwar als unerfahren, er erhielt jedoch die Position als Theaterintendant. Er leitete das Theater bis zu seinem Tod im Jahr 1942. Während seiner Zeit in Trondheim holte er den Schauspieler Henki Kolstad an das Theater und brachte Inszenierungen wie Anna Sophie Hedvig des Dramatikers Kjeld Abell und Brand von Henrik Ibsen auf die Bühne. Das Theater veranstaltete unter ihm zudem Tourneen in Trøndelag und Nordnorwegen.
Nach der Besetzung Norwegens durch die deutsche Wehrmacht im Jahr 1940 setzte sich Gleditsch öffentlich für die Kunstfreiheit an den Theatern ein und widersetzte sich wiederholt den Besatzern und der faschistischen Regierung. Im Sommer 1940 führte das Theater eine Revue auf, an der Gleditsch mitgeschrieben hatte. Den Text, der zahlreiche Anspielungen gegen die Okkupationsmacht und norwegische Mitläufer enthielt, reichte er nicht zur Vorabzensur ein. Am Tag nach der Premiere wurde er von den Besatzern einbestellt und aufgefordert, nicht nur gegen die Deutschen und ihre Mitläufer auszuteilen. Dies lehnte Gleditsch ab, er strich in der Folge jedoch einige Programmteile. Am Theater wurden auch „Norwegische Abende“ mit zum Teil aus der Zeit der Norwegischen Nationalromantik stammenden Musik und Lyrik veranstaltet.
Gleditsch sabotierte ein Gastspiel eines aus Hamburg angereisten Schauspielensembles, indem er zahlreiche Tickets von Zahnärzten aus der Stadt aufkaufen ließ, so dass bei der Aufführung kaum Zuschauer erschienen. Die am Jahrestag der Invasion Norwegens aus Protest geplante Schließung des Theaters wurde Gleditsch untersagt. Stattdessen forderte er mit seinen Mitstreitern die Einwohner der Stadt erfolgreich auf, an diesem Tag keine Kinos, Theater, Cafés oder Restaurants zu besuchen. Gulbrand Lunde, Kulturminister der norwegischen Marionettenregierung, warf Gleditsch aufgrund seiner Aktionen Sabotage vor. Anlässlich einer Versammlung der faschistischen Partei Nasjonal Samling (NS) im November 1941 gab es die Anordnung, dass sämtliche öffentlichen Institutionen die Hakenkreuzfahne hissen sollten. Gleditsch, der zusätzlich vom Trondheimer Bürgermeister eine direkt an ihn gerichtete Aufforderung erhalten hatte, setzte sich darüber hinweg. Auch zu anderen Gelegenheiten weigerte er sich, die Flagge zu hissen, so dass das Theater unter Gleditsch nie mit der Hakenkreuzfahne beflaggt wurde. Die fehlende Beflaggung führte er in einem Fall darauf zurück, dass die Fahnenstangen zu dem im Gebäude betriebenen Café gehörten und dieses nicht von der Anordnung betroffen sei. In einem anderen Fall ließ er die Fahnenstangen am Theater abmontieren und erklärte, dass eine dringende Reparatur fällig gewesen sei.
Henry Gleditsch war Mitglied im Mandagsklubben, einer informellen Gruppierung von im Widerstand aktiven Bürgern Trondheims. Im Gegensatz zu anderen norwegischen und später stärker rezipierten Widerstandskämpfern setzte Gleditsch keine Gewalt ein und agierte vor allem auf kultureller Ebene.

### Hinrichtung und Nachwirken
Des von seinem Widerstand ausgehenden Risikos war sich Gleditsch bewusst. Er und seine Ehefrau entschieden sich, trotz ausgearbeiteter Pläne zur Flucht nach Schweden, für einen Verbleib in Norwegen. Am 6. Oktober 1942 sollte er gemeinsam mit seiner Ehefrau in der Premiere seiner Inszenierung von Die Wildente auftreten. Am Vortag hatte Reichskommissar Josef Terboven in Teilen der Region Trøndelag vom 6. bis zum 12. Oktober 1942 den Ausnahmezustand ausgerufen mit der Begründung, dass man neue, die Versorgung des Landes gefährdende Sabotageaktionen verhindern wolle. Tatsächlich ging es darum, unter der Bevölkerung Angst zu verbreiten und den Widerstand zu schwächen.
Gleditsch wurde am 6. Oktober verhaftet und ins Strafgefangenenlager Falstad gebracht. Am Abend desselben Tages wurde die Hinrichtung von Gleditsch und neun weiteren Männern der Oberschicht bekannt gegeben. Vorher hatte der NS-Politiker Henrik Rogstad, damaliger Fylkesfører von Sør-Trøndelag, den Auftrag erhalten, eine Liste potenzieller Opfer zusammenzustellen. Die Erschießung der zehn Männer fand am Morgen des 7. Oktober 1942 im nahegelegenen Wald Falstadskogen statt. Insgesamt wurden während des einwöchigen Ausnahmezustands 34 Norweger hingerichtet.
Die anstehende Premiere von Die Wildente wurde um zwei Wochen verschoben. Statt im Anschluss an die Aufführungen des Stücks zu applaudieren, hielten die Zuschauer im Gedenken an Gleditsch still inne, bevor sie den Saal verließen. Am Trøndelag Teater wurde ein NS-freundlicher Theaterintendant zum Nachfolger bestimmt. Da die Besucher das Theater fortan jedoch mieden, stellte es im November 1944 den Betrieb ein. Kurz vor dem Rückzug der deutschen Truppen wurde Gleditschs Leiche exhumiert und im Trondheimfjord versenkt.

## Filmografie
- 1925: Himmeluret
- 1926: Brudeferden i Hardanger
- 1927: Fjeldeventyret
- 1929: Laila – Die Tochter des Nordens
- 1933: En stille flirt
- 1939: De tre måske fire